# Gleditsia vestita
Gleditsia vestita là một loài rau đậu thuộc họ Fabaceae.
Loài này chỉ có ở Trung Quốc.

## Reference
- World Conservation Monitoring Centre 1998. Gleditsia vestita. 2006 IUCN Red List of Threatened Species.  Truy cập 19 tháng 7 năm 2007.